# Mick Mills
Michael Dennis Mills también conocido como Mick Mills (n. Godalming, Surrey, Inglaterra, 4 de enero de 1949) es un exfutbolista y actual entrenador inglés, que jugaba de defensa y militó en diversos clubes de Inglaterra.

## Selección nacional

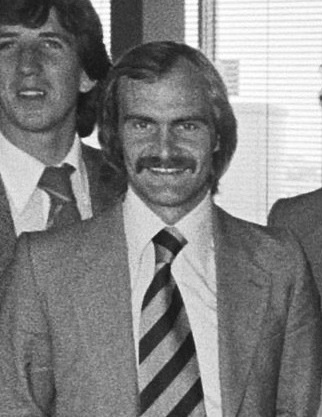
Mills en su época como jugador de Ipswich Town, en 1978.

Con la Selección de fútbol de Inglaterra, disputó 42 partidos internacionales y no anotó goles. Incluso, participó con la selección inglesa en una edición de la Copa Mundial. La única participación de Mills en un mundial fue en la edición de España 1982, donde su selección quedó eliminado en la segunda fase.

### Participaciones en Copas del Mundo
| Mundial                        | Sede   | Resultado    |
| ------------------------------ | ------ | ------------ |
| Copa Mundial de Fútbol de 1982 | España | Segunda Fase |

## Clubes
| Club         | País       | Año         |
| ------------ | ---------- | ----------- |
| Portsmouth   | Inglaterra | 1964 - 1966 |
| Ipswich Town | Inglaterra | 1966 - 1982 |
| Southampton  | Inglaterra | 1982 - 1985 |
| Stoke City   | Inglaterra | 1985 - 1987 |